# 郑爽 (版画家)
郑爽（1936年—），女，北京人，中国版画家，广州美术学院教授，曾任中国美术家协会常务理事，广东省美术家协会副主席。祖籍福州，其曾祖父是清末著名诗人和书法家郑孝胥，祖父郑禹为满洲国时期奉天市市长，父亲郑广元是留英回国的著名工程师，母亲是末代皇帝溥仪的二妹韫龢。